# Templo de Fukuoka
El Templo de Fukuoka, Japón, es uno de los templos construidos y operados por la Iglesia de Jesucristo de los Santos de los Últimos Días, el número 88 construido por la iglesia y el segundo de Japón, ubicado en el barrio de Chūō-ku de la ciudad de Fukuoka, considerado el lugar de nacimiento de la civilización japonesa y el puerto más cercano a tierra firme asiático. Al templo, por su cercanía a las comunidades, también asisten miembros provenientes de Kyūshū y de las prefecturas de Okinawa, Yamaguchi e Hiroshima.
Como todos los templos de la Iglesia de Jesucristo de los Santos de los Últimos Días, el templo de Fukuoka fue construido con el fin de proveer ordenanzas y ceremonias consideradas sagradas para sus miembros y necesarias para la salvación individual y la exaltación familiar. No es un edificio de adoración sacramental semanal y su uso está reservado a los miembros bautizados que son dignos, basado en una recomendación emitida por las autoridades locales de la iglesia.

## Historia

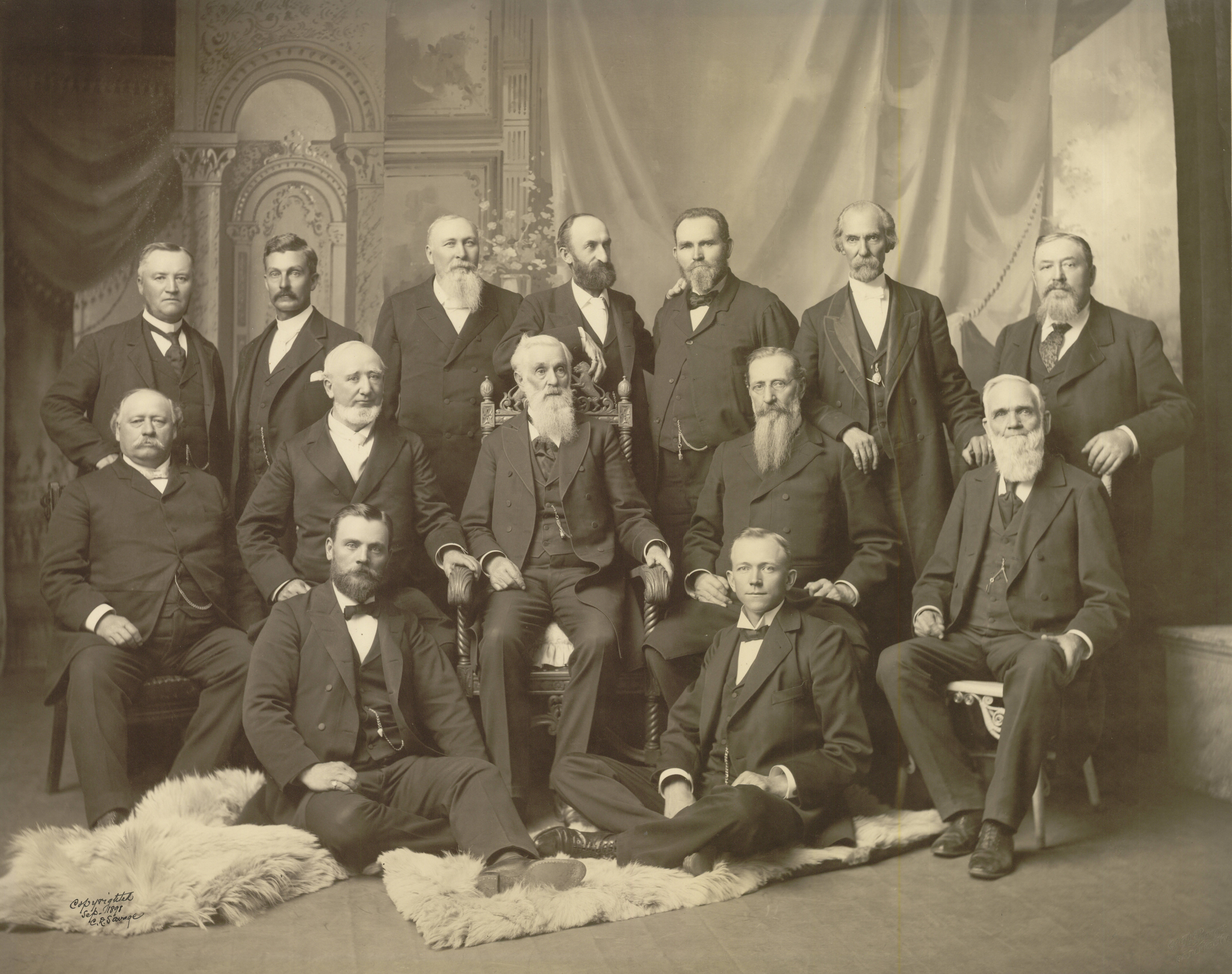
En 1901, Lorenzo Snow (sentado en el medio), envió a Heber J. Grant (de pie en el medio) para que dieran inicio a la obra misional de la Iglesia de Jesucristo de los Santos de los Últimos Días en Japón.

Los primeros misioneros Santos de los Últimos Días enviados a Japón iban presididos por Heber J. Grant, entonces miembro del Quórum de los Doce Apóstoles bajo asignación y dirección de Lorenzo Snow, el entonces presidente de la iglesia SUD. Los misioneros y sus presidentes trabajaron en Japón durante más de 20 años, ganando menos de 200 adeptos japoneses para cuando se cerró la misión en 1924. En las siguientes dos décadas, el trabajo misional en japonés se llevó a cabo solo entre los estadounidenses de ascendencia japonesa que vivían en Hawái. Para cuando la iglesia volvió a Japón tras concluir la Segunda Guerra Mundial, los líderes de la iglesia pidieron a algunos de los que había predicado en Hawái a servir como misioneros y presidentes de misión.
Las labores proselitistas del restauracionismo SUD fueron asistidas por militares norteamericanos en Japón, incluyendo el entonces piloto de Utah y ahora apóstol mormón Boyd K. Packer. El pequeño grupo de misioneros y militares SUD hallaron un puñado de fieles remanentes de los bautizados en los años 1920. Para el año 2000, la iglesia reportaba una estimación aproximada de 114 mil miembros en Japón.
Debido a las normas que fundamentan la construcción de templos por la iglesia SUD, la construcción del templo en Fukuoka hubiera sido difícil de no ser por la conversión de sus miembros a la fe. Japón en general tienen un porcentaje menor de bautizados per cápita en comparación con otras regiones de Asia. Por ejemplo, la proporción de miembros de la iglesia SUD en Hong Kong es 317 por cada 100 mil habitantes, en Corea del Sur es de 155, en Taiwán de 180 y en las Filipinas de 611. En Japón solo hay 94 miembros por cada 100.000 residentes. Por supuesto, esto también refleja el hecho de que el cristianismo en general ha sido más ampliamente aceptado en esas otras naciones que en Japón.

## Construcción

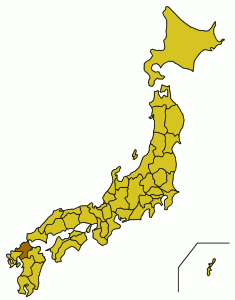
Ubicación geográfica de la prefectura de Fukuoka, Japón.

El 7 de mayo de 1998, la Primera Presidencia de la iglesia SUD anunció públicamente los planes de construir un segundo templo en Japón. Es uno de los templos de menores proporciones que la iglesia promovió desde abril de 1998 con el fin de tener un total de 100 templos alrededor del mundo antes de que finalizara el año 2000. El templo de Fukuoka fue el número 32 construido del mismo diseño de menores proporciones a nivel mundial. 
El sitio seleccionado fue en Fukuoka, una ciudad grande en la parte meridional de Japón, en la isla de Kyūshū, la isla donde los primeros misioneros jesuitas llegaron 450 años atrás, 1000 kilómetros al sureste de Tokio. El sitio del Templo de Fukuoka, Japón, fue adquirido en 1964 cuando la zona era remota y accesible sólo a través de una carretera sin pavimentar. Un antiguo restaurante en el lugar sirvió como capilla para las reuniones dominicales de la zona, al que se unió luego la casa misional unos años más tarde. Los edificios fueron arrasados para hacer lugar para el templo. Una capilla tradicional ahora se ubica a pocas cuadras de distancia para la reunión semanal de los fieles. El templo fue construido por Taisei Corporation.
A diferencia del templo de Tokio, el cual está ubicado en pleno centro de uno de los 23 Barrios Especiales de Tokio, el templo de Fukuoka goza de áreas verdes y tiene una estructura más horizontal. Antes de la construcción del templo en Fukuoka, los miembros de la iglesia SUD de la isla que deseaban ir a un templo viajaban al templo de Tokio, y con anterioridad a ello iban hasta el templo de Laie (Hawái).

## Dedicación
La ceremonia de la palada inicial para la construcción del templo de Fukuoka tuvo lugar el 20 de marzo de 1999, siendo llevada a cabo por la presidencia del área SUD del norte de Asia ante una congregación de unos 500 fieles. El templo SUD de la ciudad de Fukuoka fue dedicado para sus actividades eclesiásticas el 11 de junio de 2000, por Gordon B. Hinckley. Con anterioridad a ello, del 1.º - 3 de junio de ese mismo año, la iglesia permitió un recorrido público de las instalaciones y del interior del templo al que asistieron unas 4.800 personas, entre las que había el entonces embajador estadounidense para Japón y 57.º Presidente de la Cámara de Representantes de los Estados Unidos, Tom Foley. Unos 3.000 miembros de la iglesia e invitados asistieron a la ceremonia de dedicación, que incluye una oración dedicatoria.
Desde su dedicación, el templo de Fukuoka ha sido presidido por nativos de Japón, el primero de ellos procedente de Nagoya. La dedicación del templo coincidió con el 100 aniversario de la llevada del comienzo del proselitismo SUD en Japón.

## Características
Situado en el sur de la isla de Kyūshū, el templo de Fukuoka está construido sobre una colina con el Jardín Botánico y Zoológico Municipal de Fukuoka formando un verde telón de fondo. El estilo de arte japonés en el templo es notable. En la entrada hay una pantalla de varios colores al estilo japonés, pintado por un artista con sede en Tokio que se especializa en arte japonés. Cerca de los salones de investidura se ve una imagen de color dorado de lo que parece ser Lehi y su sueño del árbol de la vida, realizado en un estilo japonés byobu. Además, hay dos grandes piezas de cerámica de arte japonés en el salón celestial.

### Exterior
El templo tiene una arquitectura con una adaptación moderna de un diseño clásico usado por la iglesia, con un solo pináculo sobre el cual está situado el característico ángel Moroni. El edificio tiene un total de 995 metros cuadrados de construcción, contando con dos salones para las ordenanzas SUD y dos salones de sellamientos matrimoniales. El edificio cuenta con dos pisos, una fachada de granito emperatriz de China ocupa la parte superior del edificio con su entrada principal en la parte elevada del sitio. La piso inferior del templo está revestido con un granito gris oscuro, también procedente de China, el cual se accede desde la parte trasera del edificio y alberga una oficina de la misión, un apartamento para el presidente del templo y su esposa, y un estacionamiento.
Al haber sido construido sobre una colina, la entrada al templo, en el segundo piso, queda al nivel del suelo y está encarada hacia la colina vecina. Las puertas de vidrio tienen diseños con tres círculos, probablemente simbolizando los tres grados de gloria celestial, parte de la teología SUD. La torre con la estatua de Moroni es relativamente corta en comparación con los pináculos de otros templos, porque la ciudad no quiso que fuese más alta que la colina. Pese a la corta estatura del pináculo, se puede distinguir muy claramente la estatua del ángel Moroni.

### Interior
El interior del templo es relativamente pequeño. Una vez se ha entrado por las puertas principales, el baptisterio del templo está ubicado a la derecha y no en el sótano como en la mayoría de los templos SUD del mundo. El pasillo a la izquierda lleva a los dos salones de la investidura los altares matrimoniales. Hay dos salas de investidura, aunque sólo se presenta una sesión a la vez. El primero se utiliza para la primera parte de la investidura y, a continuación, los participantes se levantan para pasar al siguiente salón que tiene el velo, para la parte final de la ceremonia. De esa manera el primer salón se puede utilizar para los que esperan por la siguiente sesión, haciendo posible iniciar cada sesión en aproximadamente una hora de la anterior. El salón de la investidura cuenta con 48 asientos fijos, con espacio para añadir unos pocos más de ser necesario. Después de pasar el velo, el salón celestial es pequeño pero acogedor.